# فيكتور هوغو مورا
فيكتور هوغو مورا (بالإسبانية: Víctor Hugo Mora)‏ هو مدرب كرة قدم مكسيكي، ولد في 12 يوليو 1974 في غوادالاخارا في المكسيك.